# Ostatni taniec (album)
Ostatni taniec – album studyjny polskiego rapera Kizo. Wydawnictwo ukazało się 17 czerwca 2022 roku, nakładem wytwórni muzycznej spacerange.
Nagrania uzyskały status platynowej płyty (2022). Album dotarł do pierwszego miejsca listy sprzedaży OLiS.

## Lista utworów
Opracowano na podstawie materiału źródłowego.
1. „Lot”(gościnnie: Wac Toja)
2. „Huragan”
3. „Jetlag”(gościnnie: Masny Ben)
4. „Zielony szmaragd” (gościnnie: Rafał Pacześ)
5. „Slow-mo”
6. „Tortuga” (gościnnie: Borixon)
7. „Kuchnia polska” (gościnnie: Polski Bandyta)
8. „Myto”
9. „To jak” (gościnnie: Oliwka Brazil)
10. „Kizo mood” (gościnnie: Oki)
11. „Insomnia”
12. „Popstar”
13. „Ostatni taniec”
14. „Huragan (remix)”